# Цапп, Вальтер
Вальтер Цапп (нем. Walter Zapp; 22 августа (4 сентября) 1905 года, Рига, Лифляндская губерния, Российская империя — 17 июля 2003 года, Биннинген, Швейцария) — изобретатель самой маленькой и легкой в мире плёночной фотокамеры Minox одноимённой компании.

## История изобретения
Вальтер Цапп родился в семье с разными национальными и культурными традициями: его отец — Карл Цапп, был английским подданным, занимался «свободной» торговлей и преуспевал на ниве бизнеса, а мать — Эвелина Антонина Ида Бургард, происходила из прибалтийско-немецкого рода. Перед Первой мировой войной семья эвакуировалась в Уфу. После окончания военных действий и провозглашения независимой Латвии семья возвратилась на родину в 1921 году. Уже в следующем году молодой техник отправляется в Таллин для прохождения практики в фотомастерской столичного фотографа, где у него созревает идея создания миниатюрной фотокамеры, удобной в обхождении и конкурентоспособной по качеству. Очень быстро Вальтер начинает проявлять заинтересованность в новейших достижениях Эстонии в области фототехники — эта страна считалась передовой в своём регионе по уровню развитости всего, что было связано с фотосъёмкой.

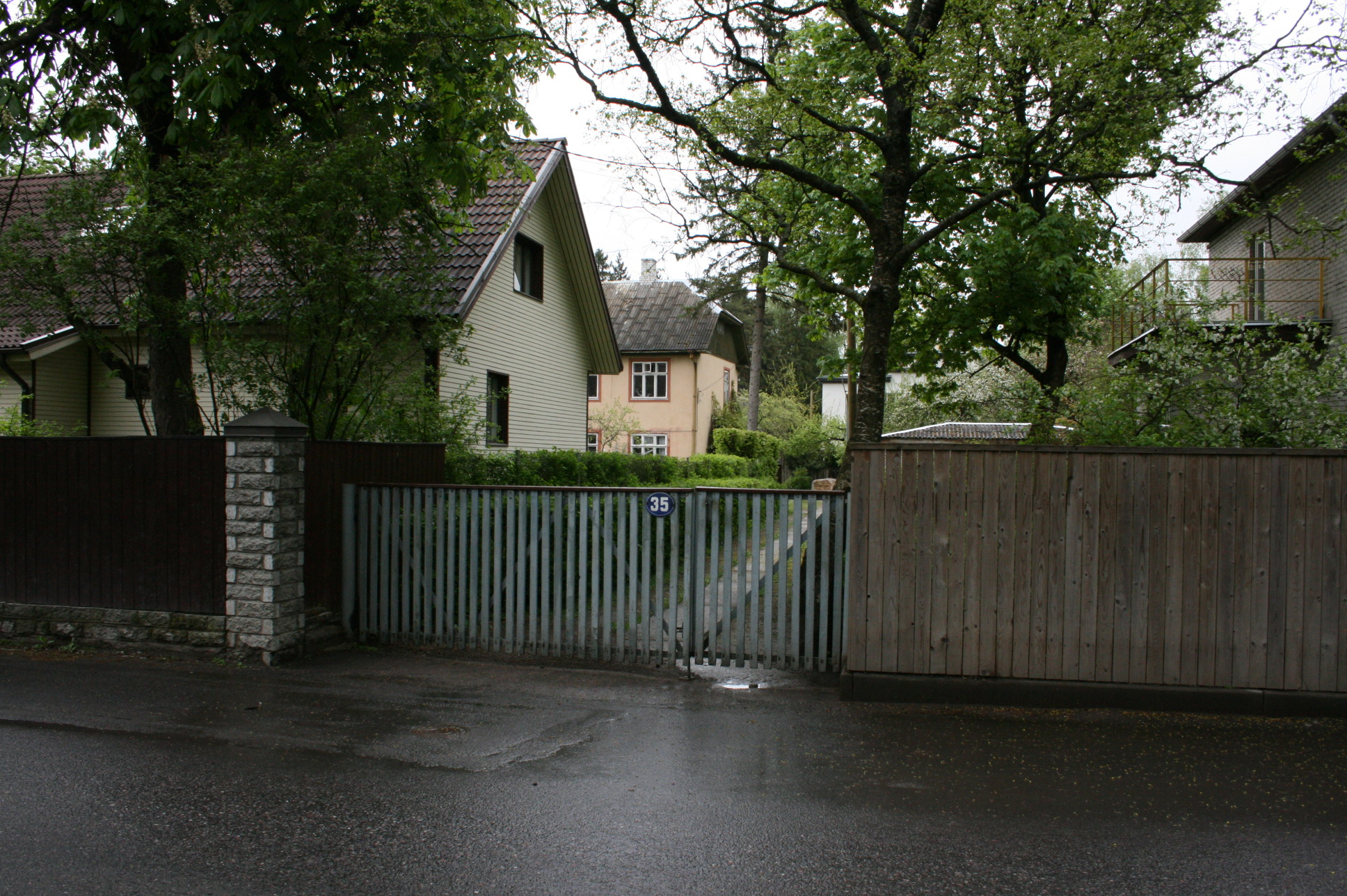
Дом в Таллинне до Второй мировой войны

В дальнейшем Цапп переселяется в Нымме, где скоро вокруг него формируется сплочённый коллектив из мастеров своего дела. К нему присоединяется часовщик Ханс Эпнер, механик по профессии, а также Карл Индус, оптик, с которыми Цапп принялся за разработку нового фотоаппарата. В Нымме Цапп проживал на улице Валдеку, 29а — его апартаменты за годы проживания превратились в настоящую фотомастерскую изобретателя. Фотоаппарат, который должен был «взорвать» мир профессионалов и любителей, был изобретен в августе 1936 года, и спонсор работ над открытием, хороший друг Цаппа — Рихард Юргенс, высказал мысль о необходимости «продвинуть» перспективное изобретение на международной арене. Один из первых фотографов, которому выпала честь сделать снимки с помощью нового фотоаппарата — Николас Нюландер, предложил название Minox, которое вскоре закрепилось за камерой. Самым сложным теперь было найти предприятие, которое взяло бы на себя риск начать серийное производство изобретения. Ответственность за поиск такой компании взял на себя Рихард Юргенс. В первую очередь Юргенс обратился к немецкому предприятию «Агфа», которое сперва подавало определённые надежды и казалось склонным к техническим инновациям. Однако на практике все оказалось совсем по-другому, и группа изобретателей и их меценат получили решительный, ничем не обусловленный отказ директора «Агфы». Тем не менее после этой неудачи выход был найден — Рихард Юргенс попытался обратиться к своему старому приятелю, который занимал пост директора эстонского филиала фабрики VEF. И эта попытка в итоге увенчалась успехом. Предложением новаторов производства заинтересовались в Риге, и двое друзей — инженер и его менеджер по финансовой части — получают приглашение посетить город. Директор головного предприятия Теодор Витолс попросил автора продемонстрировать аппарат в действии. Полученный результат удовлетворил директора ВЭФа. Уже 6 октября 1936 года был заключен исторический договор между рижским предприятием и изобретателем, что позволило буквально «с места в карьер» приступить к налаживанию серийного производства миниатюрной фотокамеры под брендом VEF Minox. Во время заключения контракта пришла курьезная новость — директор «Агфы» взвесил все «за» и «против» и прислал приглашение к заключению контракта с его организацией. В этот раз уже ему пришлось смириться с отказом. Цаппу было предложено возглавить конструкторскую бригаду по серийному производству фотокамеры и к юбилею фотографии, в апреле 1938 года, камера была запущена в серию и увидела свет. Сразу же после рижского «бенефиса» права на серийное производство изобретения приобрели США, Нидерланды, Франция, Бельгия, Канада. В общей сложности за довольно короткий период времени по всему миру распространилось 17000 уникальных аппаратов.
С наступлением Второй мировой войны от идеи о создании отдельного завода, в котором бы производились фотокамеры, пришлось временно отложить до лучших времен. Сам Вальтер Цапп вынужден был репатриироваться из Латвии с остальными представителями остзейской диаспоры — он выехал из Риги в Берлин в марте 1941 года. Вскоре после нацистской оккупации (1 июля 1941 года) немцы проникли на территорию вэфовских цехов, где ими было обнаружено большое количество готовой продукции. Миникамеры «обесценились» до такой степени, что рейхсмаршал Герман Геринг издал приказ выдавать Minox`ы как почётное приложение к Рыцарским крестам. ВЭФ продолжал выпускать камеры до 1944 года. В связи с прекращением производства давний компаньон Цаппа Рихард Юргенс также отправился в Берлин, где ими была основана собственная фирма «Minox Gmbh». В этому времени по всему миру имели хождение более 3 600 000 фотокамер уникальной конструкции. Однако по одной из версий, изобретатель и предприниматель вскоре были вынуждены разойтись навсегда: Юргенс реформировал правление новой фирмы и Цапп не получил места в компании Юргенса. Это повлияло на его спешный отъезд в Швейцарию и на разрыв отношений с партнёром — в Швейцарии же Вальтер Цапп основал своё конструкторское бюро, которое было ориентировано на выполнение индивидуальных заказов.
В день своего рождения, 4 сентября 2001 года, Вальтер Цапп посетил родной город, где председатель сената Академии Наук академик Янис Страдиньш вручил уроженцу Риги почётную степень доктора наук.
Вальтер Цапп умер у себя дома в 2003 году. Был награждён орденом Креста земли Марии 4 класса.

## Параметры VEF Minox`а
- Длина-высота-ширина: 17×27×80 мм
- Фактический диапазон: от 20 см до бесконечности
- Масса: 125 г
- Размер плёнки: 9,5 мм
- Негатив: 8×11 мм